# Dominic Comperatore
Dominic Comperatore (* 29. Mai 1969 in Philadelphia, Pennsylvania) ist ein US-amerikanischer Schauspieler.
Nachdem er Ende der 1990er Jahre erstmals in Filmen auftrat, erhielt Comperatore eine Rolle im Film The Good German – In den Ruinen von Berlin, einem der bekanntesten Filme, bei denen er mitwirkte.
In jüngerer Zeit spielte Comperatore für eine Folge in der Serie Chuck mit, 2010 lief außerdem der Film Fractalus an. Es sind noch weitere Projekte mit ihm in der Zukunft geplant, der Film Signal soll ebenfalls 2009 veröffentlicht werden.
Der schon 2009 fertiggestellte Kurzfilm Thy Will Be Done, für den Comperatore die Hauptrolle übernahm, wurde nach wie vor nicht veröffentlicht.

## Filmografie
- 1998: Pishadoo
- 1999: Heads and Tails
- 2000: Emergency Room – Die Notaufnahme (ER, Fernsehserie)
- 2000: Jack & Jill (Fernsehserie)
- 2000: Everything for a Reason
- 2002: Money for Mercy (Bad Boy)
- 2002: Room 32
- 2003: The Shield – Gesetz der Gewalt (The Shield, Fernsehserie)
- 2003: The Hook Up
- 2003: CSI: Miami (Fernsehserie)
- 2004: Good Girls Don’t… (Fernsehserie)
- 2004: Seventy-Seven Below
- 2005: Entourage (Fernsehserie)
- 2005: Boston Legal (Fernsehserie)
- 2005: Alias – Die Agentin (Alias, Fernsehserie)
- 2006: 24 (Fernsehserie)
- 2006: Pituco
- 2006: Windfall (Fernsehserie)
- 2006: The Good German – In den Ruinen von Berlin (The Good German)
- 2007: Bonnie and Clyde: End of the Line
- 2007: Fighting Words
- 2008: Chuck (Fernsehserie)
- 2010: Street Poet
- 2010: Signal
- 2010: Fractalus

## Trivia
- Im Abspann des Filmes Pishadoo wurde Comperatore im Abspann Domenic Comperatore genannt.